# Abdullah Abu Humoud
Abdullah Abu Humoud (1º gennaio 1966) è un ex giocatore di calcio a 5 saudita.

## Carriera
Come massimo riconoscimento in carriera vanta la partecipazione al FIFA Futsal World Championship 1989 in cui la nazionale saudita è stata eliminata nel girone del primo turno comprendente Brasile, Ungheria e Spagna.